# Гаврилюк, Станислав Иванович
Станислав Иванович Гаврилюк (23 июня 1938, Винницкая область — 24 февраля 2018, Кореновск, Краснодарский край) — бригадир опытного хозяйства Всесоюзного научно-исследовательского института зернового хозяйства, Шортандинский район Целиноградской области, Казахская ССР. Герой Социалистического Труда.

## Биография
Родился 23 июня 1938 года в Винницкой области Украинской ССР (ныне Украина). Украинец.
Работать на колхозных полях начал с раннего детства, а в 14 лет начал официальную трудовую деятельность. Полюбив труд хлебороба, поступил учиться в сельскохозяйственный техникум, чтобы стать агрономом. Окончил техникум.
С 1957 по 1960 год Станислав Иванович служил в рядах Советской Армии в Германии в городе Альтенбург.
После увольнения из Вооружённых Сил по комсомольской путёвке уехал осваивать целинные земли и в течение 40 лет трудился бригадиром опытного хозяйства Всесоюзного научно-исследовательского института зернового хозяйства (ВНИИЗХ) в Шортандинском районе Целиноградской (с 1992 года — Акмолинской) области Казахской ССР (с 1991 года — Республики Казахстан).
Занимался разработкой и внедрением почвозащитной системы земледелия, а также выведением новых сортов зерновых культур.
Свои первые награды С. И. Гаврилюк получил вскоре после приезда на целину в 1964 году — медаль «За освоение целинных земель» и орден Трудового Красного Знамени. За свой долгий нелёгкий жизненный путь Станислав Иванович также был награждён двумя орденами Ленина, медалями «За многолетний доблестный труд», «За заслуги перед республикой Казахстан», серебряной и бронзовой медалями ВДНХ СССР, «За достигнутые успехи в развитии народного хозяйства СССР».
Лауреат Государственной премии Казахской ССР, заслуженный работник Казахской ССР.
Указом Президиума Верховного Совета СССР от 19 февраля 1981 года за выдающиеся успехи, достигнутые в выполнении планов и социалистических обязательств по продаже государству в 1980 году миллиарда пудов зерна и перевыполнении планов десятой пятилетки по производству и закупкам хлеба и других сельскохозяйственных продуктов, Гаврилюку Станиславу Ивановичу присвоено звание Героя Социалистического Труда с вручением ордена Ленина и золотой медали «Серп и Молот». Депутат Верховного Совета Казахской ССР 9-го и 13-го созывов.
Он также избирался депутатом 13-го и 16-го съездов компартии Казахстана, делегатом 25-го съезда КПСС, делегатом 17-го и 18-го съездов профсоюза СССР.
С 2003 по 2018 год Станислав Иванович проживал в городе Кореновске Краснодарского края.
Принимал активное участие в общественной жизни района, являлся председателем Ассоциации Героев Социалистического Труда района, членом Совета ветеранов.
Был членом президиума районного совета ветеранов, с 2005 года возглавлял Кореновский филиал краевой общественной организации «Герои Отечества». Постоянно уделял большое внимание воспитанию подрастающего поколения.
Умер 24 февраля 2018 года. Похоронен в Кореновском районе Краснодарского края.

## Награды
- Золотая медаль «Серп и Молот» (19.02.1981);
- Орден Ленина (24.12.1976)
- Орден Ленина (19.02.1981)
- Орден Трудового Красного Знамени (13.12.1972)
- Медаль «За трудовую доблесть» (31.12.1965)
- Медаль «В ознаменование 100-летия со дня рождения Владимира Ильича Ленина» (6 апреля 1970)
- и другими
- Заслуженный работник сельского хозяйства Российской Федерации (07.09.1995)[1].

## Память
- В Краснодаре установлена мемориальная доска с именами Героев Социалистического Труда Кубани и Адыгеи